# بخش غرب تریپورا
بخش غرب تریپورا (به انگلیسی: West Tripura district) یک منطقهٔ مسکونی در هند است که در تریپورا واقع شده‌است. بخش غرب تریپورا ۹۸۳٫۶۳ کیلومتر مربع مساحت و ۱٬۷۲۵٬۷۳۹ نفر جمعیت دارد.